# 位相ジッタ変調
位相ジッタ変調（略称PJM、英語: Phase Jitter Modulation）は、パッシブ型RFID特有の要求を満たすために特別に考案された新しい変調方式である。従来方式よりも高速なデータ転送が実現できることから、PJM方式は高速大量搬送における自動認識  のためのHF帯RFIDの無線通信規格ISO/IEC 18000-3 mode 2として規定されている。PJM方式のデータ転送速度は423.75キロbpsで、ISO/IEC 18000-3 mode 1やHF帯向け既存規格であるISO 15693と比べて16倍も高速である。

## 方式
PJMは搬送波の位相のその時々の微小な変化でデータを表現する。振幅変調(Ampliture Modulation)が一定の変調度で振幅を狭めることで信号を表現するのに対して、PJMは非常に小規模な位相変調(Phase Modulation)と言える。PJM信号の大部分(99%以上)の出力は変調のない搬送波として伝播し、何のデータも伝達しない。送信出力の1%以下が変調されたデータの伝達のために使われる。パッシブ型RFIDは電源を内蔵せず、外部の電力源すなわちRFIDリーダーが発する電波から電力を得ている。リーダーからの信号はRFIDタグとの通信と電力の両方を担っている。PJMの場合には変調なしの搬送波がタグに電力を供給し、わずかな変調部分がタグにデータを伝える。タグは非変調の搬送波の位相を基準にしてデータの復調を行う。このため、PJMではタグへ送られる電力が安定している。
どのようなRFIDシステムでも、転送される信号のスペクトルについての国際的な規制  や国による規制   が存在する。これらの規制によって、通信信号の周波数と振幅の両方を制限するスペクトルのマスク  が求められている。PJMでは電力を伝える信号と変調データを伝える信号とが分離されているため、非変調の搬送波と変調されたデータ信号の符号化やフィルタリング  などを適切に調整することによって、PJM信号のスペクトルを規定のスペクトルマスクに合わせることができる。

## 用途
主な用途は、ゲーム、健康管理、医薬品管理、文書ならびにメディアの管理のようなRFIDタグである。